# Hersh Smolar
Pour les articles homonymes, voir Smolar.

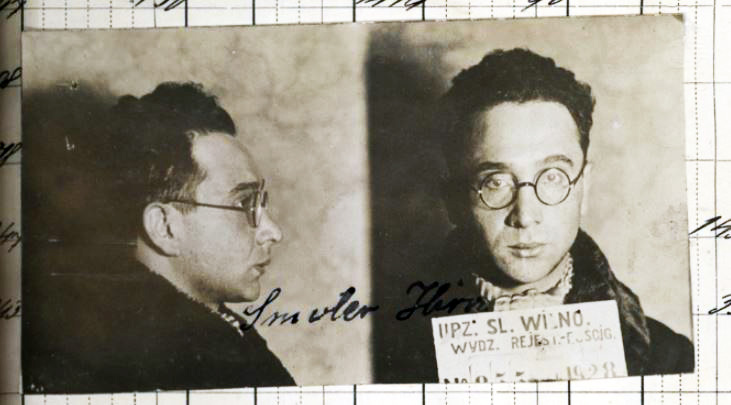
Hersh Smolar après avoir été arrêté par la police d'État pour activités communistes (1928)

Hersh Smolar (en polonais : Hersz Smolar ; en yiddish : הערש סמאָליאַר ; en russe Херш Смоляр) connu également sous le pseudonyme de Grzegorz Smolar,  né le 15 avril 1905 à Zambrów et mort le 16 mars 1993 à Tel Aviv, est résistant et politicien communiste polonais, également journaliste et militant social, d'origine juive.
Il était membre du Parti communiste de l'Union soviétique, du Parti communiste de Biélorussie occidentale, du Parti ouvrier polonais et du Parti ouvrier unifié polonais. Dans les années 1946-1950, il est membre du présidium du Comité central des Juifs de Pologne, dans les années 1950-1962, président du conseil d'administration de l'Association sociale et culturelle des Juifs de Pologne, membre du Comité national de la Front de l'Unité en 1958. En proie à la vague d'antisémitisme de 1968 en Pologne, il s'établit d'abord en France. Finalement, en 1970, il choisit l'exil en Israël.

## Biographie
Il est né sous le nom de Hersz Smolar, fils de David Smolar, fabricant d'eau gazeuse. En 1917, il termine ses quatre classes d'école élémentaire. En 1918-1919, il organisa un groupe de jeunes sionistes de gauche dans la ville, qu'il appela l'Union de la jeunesse socialiste.

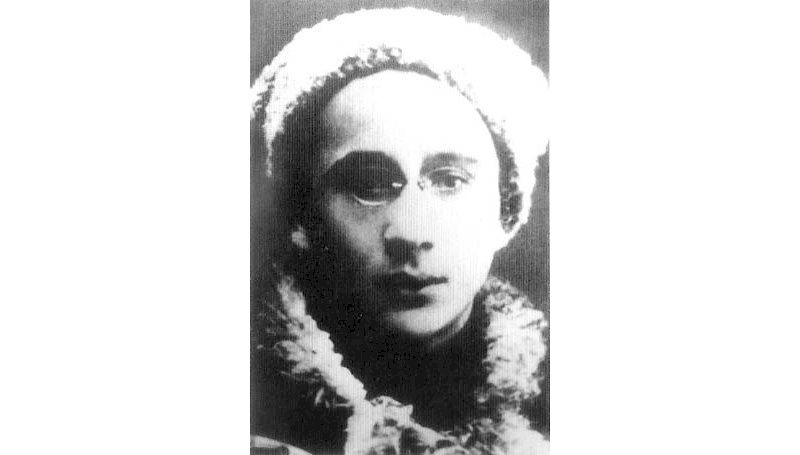
Hersh Smolar, militant politique et résistant polonais, à l'âge de 15 ans.

En juillet 1920, pendant la guerre soviéto-polonaise, après l'occupation de Zambrów par l'Armée rouge, il devient membre du Comité révolutionnaire local en son nom. Pour cette raison, après que les bolcheviks ont été chassés, la police militaire polonaise l'a recherché.
Il partit pour Varsovie, où il rejoignit le Parti communiste ouvrier de Pologne. Cette activité le fit partir à Kiev, où il est devient secrétaire du département économique du comité du gouvernorat du Komsomol, ainsi que secrétaire du journal Jeunesse ouvrière (Młodzież Robotnicza). Il s'inscrit ensuite à la section juive de l'Université communiste des minorités nationales de l'Ouest à Moscou. C'était un collège du parti, éduquant des militants communistes principalement issus des pays voisins de l'URSS. Après la mort de Lénine en 1924, il devient délégué au comité du district Umansky du Komsomol. En 1925, il est admis au Parti communiste de l'Union soviétique, puis transféré à Kharkiv (où il travaille comme rédacteur en chef de La Jeune Garde), puis à Moscou. 
En 1926, il est élu membre du Bureau central juif du Comité central du Komsomol. Deux ans plus tard, la section polonaise du Komintern l'envoie de Moscou travailler dans le parti en Pologne. Il déménage à Vilnius, où il devient secrétaire de la jeunesse communiste et plus tard du Parti communiste de Biélorussie occidentale, le KPZB (en biélorusse : Камуністычная партыя Заходняй Беларусі, КПЗБ). Cependant, il fut rapidement arrêté (le KPZB était favorable au détachement des zones à l'est de la ligne Curzon et à leur incorporation à l'URSS au moyen d'un soulèvement armé contre le gouvernement de la Deuxième République polonaise) et passa les trois années suivantes à Vilnius, Łukiszki.
En 1932, il retourne au KPZB, cette fois en tant que secrétaire pour Baranowicze et Słonim et Białystok. À partir de 1934, il est à la tête de la rédaction nationale du Comité central du KPZB, et publie également des essais en yiddish. En 1936, il est de nouveau arrêté et condamné à 6 ans de prison, dont il est libéré par l'invasion soviétique de la Pologne et l'entrée de l'Armée rouge. A cette époque, il devient rédacteur en chef du journal professionnel soviétique Bialystoker Sztern, écrit en yiddish, qui était l'organe juif du comité de district du KBP (Parti communiste de Biélorussie). Au moment de l'attaque du Troisième Reich contre l'URSS, il se trouve à Minsk. Après le début de l'occupation allemande, il se retrouve dans le ghetto de Minsk. Il est témoin indirect des premières exécutions publiques de partisans par les Nazis (dont celle de Macha Brouskina) et des massacres d'Oktyabrskaya les 7 et 8 novembre 1941. La majeure partie de sa famille est morte dans la Shoah. Après avoir quitté le ghetto, il devient commissaire politique des unités partisanes soviétiques, impliqué dans l'unité partisane n°106 (Партизанский отряд № 106), opérant dans la région de Minsk.
En 1946, il retourne en Pologne en tant que rapatrié. Il appartenait au Parti ouvrier polonais, puis au Parti ouvrier unifié polonais. Il commence à travailler au Comité central des Juifs en Pologne en tant que chef du Département de la culture et de la propagande, dont il est membre du præsidium. En 1949-1950, il est président du Comité central des Juifs en Pologne, en tant que successeur d'Adolf Berman, parti pour Israël. Puis, jusqu'en 1962, il fut président du conseil d'administration de l'Association sociale et culturelle des juifs de Pologne. Jusqu'en 1968, il a dirigé Fołks Sztyme, l'organe de presse du Parti ouvrier uni polonais, rédigé en yiddish. Il perd ce poste en 1968 à la suite de la campagne antisémite qui suit les événements de mars. Il est finalement exclu du parti. En 1970, il quitte Paris, où il s'était réfugié, pour Israël, où il travaille à la Bibliothèque nationale de Jérusalem et à l'Université de Tel-Aviv. Il y décède en 1993. Sa femme Walentyna est restée en Pologne.
Le réalisateur et écrivain Claude Lanzmann le rencontre en septembre-octobre 1979, à Tel-Aviv en Israël, pour une entrevue filmée, mais celle-ci n'est pas intégrée au montage film sorti en 1985,. Il y témoigne de sa vie avant et pendant la guerre, de son métier et de son rôle de résistant et de militant politique. Claude Lanzmann pose les questions en allemand, Hersh Smolar répond en yiddish.

## Décorations
Hersh Smolar a été décoré à plusieurs reprises par les autorités de la République populaire de Pologne pour avoir combattu dans les partisans soviétiques dans les années 1943-1944. Dans certaines biographies, il a déclaré qu'il était membre de l'état-major de l'Union partisane dans la zone sud de la forêt de Białowieża. En fait, il a opéré dans la forêt de Naliboki et dans ses environs, mais cette distorsion n'était pas intentionnelle. Il reçut le grade militaire de lieutenant et, sous le pseudonyme de Jefim, fut le rédacteur en chef de cinq journaux partisans publiés en russe et en yiddish. Il a reçu la Croix partisane, l'Ordre de troisième classe de la Croix de Grunwald (1948), la Croix de la Valeur (1947  ) et la Croix d'officier de l'Ordre de Polonia Restituta.

## Famille
L'épouse de Hersh Smolar était Walentyna Najdus (1909–2004), avec laquelle il s'était uni en 1940. Ils ont eu deux fils : Aleksander (né en 1940) et Eugeniusz (né en 1945). Ses petits-enfants sont Monika Smolar (née en 1966), psychologue vivant à Londres, Piotr Smolar (né en 1974), journaliste vivant à Paris, et Anna Smolar (née en 1980), directrice de théâtre active en France et en Pologne.